# 许庄街道 (济宁市)
许庄街道，是中华人民共和国山東省济宁市任城区下辖的一个乡镇级行政单位。

## 行政区划
许庄街道下辖以下地区：
航运新村社区、毛行社区、许庄村、甄庄村、谭岗村、甄庙村、陈庄村、南李楼村、李王庄村、南黄庄村、八里店村、尹营村、大孟村、朱孟庄村、张营村、白屯村、张固堆村、廉庄村、东赵庄村、东石佛村、西石佛村、白庄村、新兴村、常利村、李集村、孙杨田村、国光村、水稻研究所社区和工联新村社区。